# 沱茶

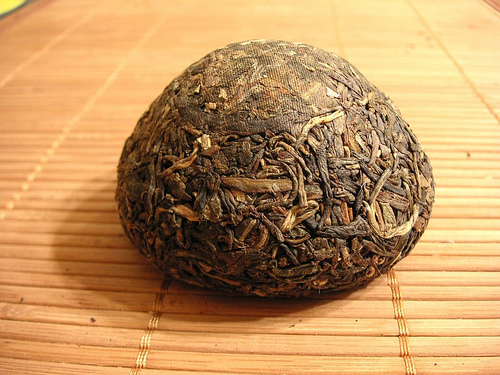
下关生产的普洱沱茶

沱茶是一种制成圆锥窝头状的紧压茶，主要产地是云南，一般用黑茶制造，为便于马帮运输，一般将几个用油纸包好的茶坨连起，外包稻草做成长条的草把。因为一个茶坨的分量比一块茶砖要小得多，更容易购买和零售。